# Норрейс, Джон
Сэр Джон Норрейс или Норрис из Рикота, Оксфордшир, и из Йттендона и Нотли, Беркшир (англ. Sir John Norris or Norreys; ок. 1547 — 3 сентября 1597) — английский военный и государственный деятель, сын Генри Норрейса, 1-го барона Норрейса, прижизненного друга королевы Елизаветы.
Самый известный английский солдат своего времени, Норрейс участвовал во всех елизаветинских театрах военных действий: в Религиозных войнах во Франции, во Фландрии во время Восьмидесятилетней войны за освобождение Голландии от Испании, в Англо-испанской войне и, прежде всего, в завоевании Ирландии Тюдорами.

## Ранняя жизнь
Старший сын Генри Норрейса (1525—1601) от брака с Марджори Уильямс, Джон Норрейс родился в замке Йттендон. Его дед по отцовской линии был казнен после того, как был признан виновным в супружеской измене с королевой Анной Болейн, матерью королевы Елизаветы. Его дедом по материнской линии был Джон Уильямс, лорд Уильямс из Тейма.
Двоюродный дедушка Норрейса был опекуном юной Елизаветы, которая была хорошо знакома с этой семьей. Она остановилась в замке Йттендон по пути в тюрьму Вудстока. Будущая королева была большой подругой матери Норрейса, которую она прозвала «черной вороной» из-за ее черных как смоль волос. Норрис унаследовал цвет волос своей матери, так что в войсках его прозвали Черным Джеком.
Норрейс вырос с пятью братьями, некоторые из которых служили вместе с ним во время войн Елизаветы. Возможно, он недолго учился в колледже Магдалины в Оксфорде.
В 1566 году отец Норрейса был назначен английским послом во Францию, а в 1567 году, когда ему было около девятнадцати лет, Джон Норрейс и его старший брат Уильям присутствовали в битве при Сен-Дени. Они нарисовали карту сражения, которая была частью доклада их отца королеве.

## Ранняя военная карьера
Когда его отца отозвали из Франции в январе 1571 года, Джон Норрейс остался и подружился с новым послом, Фрэнсисом Уолсингемом. В 1571 году Норрейс служил добровольцем под командованием адмирала Колиньи, сражаясь на стороне гугенотов во время французских религиозных войн.
Два года спустя Джон Норрейс служил капитаном под началом сэра Уолтера Деверё, недавно ставшего первым графом Эссекским, который пытался основать плантацию в ирландской провинции Ольстер. Он поддерживал своего старшего брата Уильяма, который командовал отрядом из ста всадников, набранным их отцом, служившим тогда лордом-лейтенантом Беркшира. Здесь Джон Норрис принимал участие в расправе над сторонниками сэра Брайена О’Нила. Граф Эссекс пригласил О’Нила и его семью на банкет в Белфаст в октябре 1574 года. О’Нил ответил взаимностью и прибыл на пир, который длился три дня, но на третий день Норрис и его люди убили более 200 безоружных последователей О’Нила. Эссекс отвез сэра Брайена, его жену и остальных в Дублин, где их позднее казнили.
Когда граф Эссекс вступил в Антрим, чтобы напасть на Сорли Боя Макдоннелла. Сорли-бой и другие шотландцы послали на острове Ратлин своих жен и детей, престарелых и больных. Лорд Эссекс, зная, что беженцы все еще на острове, послал приказ Норрейсу, который командовал в Каррикфергусе, взять с собой роту солдат, переправиться на остров Ратлин и убить всех, кого удастся найти. Джон Норрейс привез с собой пушки, так что слабая оборона была быстро разрушена, и после ожесточенного штурма, в котором несколько человек из гарнизона были убиты. Все шотландцы были убиты, за исключением вождя и его семьи, которые были оставлены для выкупа. Число погибших достигло двухсот человек. Затем было обнаружено, что еще несколько сотен человек, главным образом женщины и дети, спрятались в пещерах на берегу. Они также были схвачены и все были убиты. На острове был построен форт, но Джон Норрейс эвакуировал его, и он был отозван со своими войсками в Дублин в течение 3 месяцев, когда стало ясно, что колонизация потерпит неудачу.
В 1577 году Джон Норрейс повел отряд английских добровольцев в Нидерланды, где он сражался за Генеральные штаты, а затем восстал против правления испанского короля Филиппа II в начале Восьмидесятилетней войны. В битве при Рейменаме (2 августа 1578 года) его войска помогли разгромить испанцев под командованием Хуана Австрийского (Дон Хуан Австрийский), брата короля. Под Джоном Норрейсом были застрелены три лошади. В течение всего 1579 года Норрейс сотрудничал с французской армией под командованием Франсуа де Лану. Норрейс был поставлен во главе всех английских войск, около 150 пеших и 450 конных. Он принимал участие в битве при Боргерхауте, где испанская армия под командованием Александра Фарнезе одержала победу. Позднее он пошел на уступки испанцам в операциях вокруг Меппеля, и 9 апреля 1580 года его войска захватили Мехелен и жестоко разграбили город в том, что стало известно как «Английская ярость».

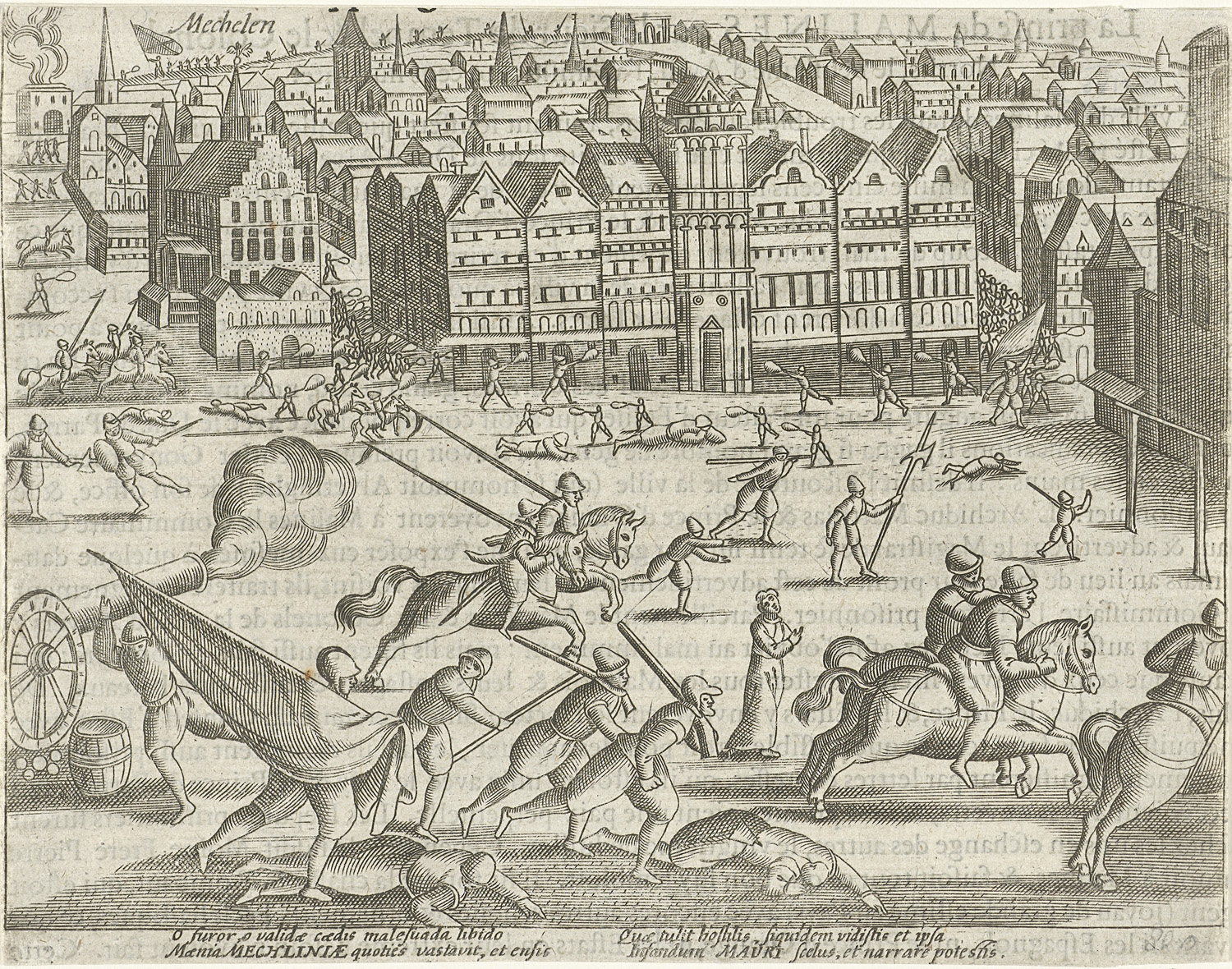
Английская ярость во время взятия Мехелена, 1580 год

Благодаря этим успехам, главным образом в качестве наемника, он поднял боевой дух в протестантских армиях и прославился в Англии. Моральный дух его собственных войск зависел от своевременной и регулярной оплаты Генеральными штатами их кампании, и Джон Норрейс приобрел репутацию сильного лидера. В феврале 1581 года он нанес поражение графу Ренненбургу, освободив Стинвейк от осады, а в июле нанес еще одно поражение при Коллуме близ Гронингена. Однако в сентябре 1581 года Джон Норрейс потерпел серьезное поражение от испанской армии под командованием полковника Франсиско Вердуго в битве при Нордхорне, близ Гронингене. В следующем месяце Джон Норрейс позже остановил Вердуго, отбив его у Ниезиля. Позже в том же году он вместе с графом Гогенлоэ помог освободить город Лохем, который был осажден Франсиско Вердуго. После нескольких кампаний во Фландрии в поддержку Франсуа, герцога Анжуйского, Джон Норрейс был отправлен обратно в Нидерланды в качестве неофициального посла королевы Елизаветы I. В 1584 году Джон Норрейс вернулся в Англию, чтобы убедить англичан объявить войну Испании, чтобы освободить Генеральные штаты от господства Габсбургов.

## Возвращение в Ирландию
В марте 1584 года Джон Норрейс покинул Нидерланды и был отправлен в Ирландию в июле следующего 1585 года, когда он был назначен президентом провинции Манстер (в это время там находился его брат Эдуард). Норрис настаивал на заселении провинции английскими поселенцами (цель была достигнута в последующие годы), но положение оказалось настолько невыносимо жалким, что многие из его солдат покинули его и ушли в нижние страны.
В сентябре 1584 года Джон Норрейс сопровождал лорда-наместника Ирландии сэра Джона Перрота и графа Ормонда в экспедиции в Ольстер. Целью было выбить шотландцев из Роута и Глиннса, Норрейс помог захватить пятьдесят тысяч голов скота в лесах Гленконкина, чтобы лишить врага средств к существованию. Кампания была не совсем удачной, так как шотландцы просто перегруппировались в Кинтайре, прежде чем вернуться в Ирландию, как только лорд-наместник отошел на юг. Джон Норрейс вернулся в Манстер, но в 1585 году был вызван в Дублин на открытие парламента. Он сидел в качестве депутата от графство Корк и было вынужденно красноречиво о мерах по подтверждению королевской власти над страной. Он также жаловался, что ему помешали начать новую кампанию в Ольстере.

## Англо-испанская война
Узна об осаде Антверпена, Джон Норрейс призвал поддержать голландских протестантов и, передав президентство Манстера своему брату Томасу, поспешил в Лондон в мае 1585 года, чтобы подготовиться к экспедиции в Нидерланды. В августе он командовал английской армией в 4400 человек, которую королева Елизавета послала поддержать Генеральные Штаты против испанцев в соответствии с договором о ненападении. Он галантно штурмовали форт рядом с Арнемом. Королева Елизавета, однако, была недовольна такими действиями Норрейса. Тем не менее, его армия неопытных английских пехотинцев отбила нападение герцога Пармского в битве при Арсхоте, длившейся целый день и оставалась угрозой, пока не закончились запасы одежды, еды и денег. Его люди страдали от уровня смертности без поддержки из дома, но аура непобедимости, присущая испанским войскам, была рассеяна, и королева Елизавета, наконец, полностью посвятила свои силы Генеральным штатам.
В декабре 1585 году граф Лестер прибыл с новой армией и принял должность наместника в Нидерландах, так как Англия вступила в открытый союз. Во время атаки герцого Пармского Джон Норрейс получил ранение пикой в грудь, затем сумел прорваться к Грейвсу, последнему барьеру на пути испанского наступления на север. Граф Лестер во время Великого пира в Утрехте пожаловал звания рыцаря-бакалавра Джону Норрейсу и его братьям Эдварду и Генри. Но вскоре из-за предательства испанцы ворвались в Граве, и Джон Норрейс отговорил графа Лестера от приказа обезглавить предателя, очевидно, потому, что тот был влюблен в его тетку.
Два английских командира поссорились до конца кампании, которая закончилась неудачей. Граф Лестер жаловался, что Джон Норрейс в своей враждебности похож на графа Сассекса. Однако главным его недовольством была продажность дяди Норрейса, казначея кампании. Королева Елизавета Тюдор воспротивилась настоятельным просьбам графа Лестера отозвать Джона Норрейса и его дядю. Норрейс продолжал свою службу, и в августе 1586 года Лестер приказал ему защищать Утрехт. Операция не прошла гладко, потому что Лестер забыл поставить сэра Уильяма Стэнли, лорда Уиллоуби, под командованием Норрейса. Джон Норрейс присоединился к Стэнли в сентябре в битве при Зютфене, в которой сэр Филип Сидни — командир над братом Норриса, Эдвардом, который был лейтенантом в Флиссингене — был смертельно ранен. За офицерским ужином Эдвард Норрейс обиделся на некоторые замечания сэра Уильяма Пелема, маршала английской армии, которые, по его мнению, отразились на характере его старшего брата, и разгорелся спор с голландским хозяином, причем Лестеру пришлось выступить посредником между младшими Норрисами и хозяином, чтобы предотвратить дуэль.
К осени 1586 года граф Лестер, по-видимому, смягчился и был полон похвал Джону Норрейсу, в то время как Генеральные Штаты держались о нем золотого мнения. Но он был отозван в октябре, и королева Елизавета приняла его с презрением, видимо из-за его вражды к Лестеру. В течение года он вернулся в Нидерланды, где новый английский командующий, Уиллоуби, будучи недоволен присутствием Норрейса, заметил, что тот «счастливее Цезаря».
В начале 1588 года Джон Норрейс вернулся в Англию, где ему была вручена степень магистра искусств в Оксфордском университете.
Позднее в том же году, когда ожидалось вторжение Испанской армады, Норрейс был под командованием Лестера маршалом лагеря в Западном Тилбери, когда Елизавета произнесла речь перед войсками в Тилбери. Он осмотрел укрепления Дувра и в октябре вернулся в Нидерланды в качестве посла при Генеральных штатах. Он руководил выводом войск для подготовки экспедиции в Португалию, призванной вернуть преимущество Англии после поражения Испанской Армады, когда флот противника был наиболее слаб.

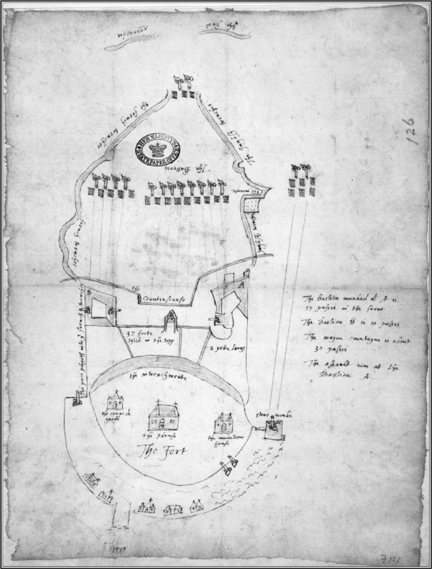
Эскиз Джона Норрейса испанского форта Крозон, 1594 год

17 апреля 1589 года (хотя другой источник указывает дату отъезда как 18 апреля) Джон Норрейс отправился с Фрэнсисом Дрейком во главе 23-тысячного экспедиционного корпуса (который включал 19 000 солдат и теперь называется Английской армадой) с миссией уничтожить судоходство на берегах Испании и посадить английского претендента на корону Португалии — приор из Крату, на королевском троне. Англичане атаковали испанский порт Ла-Корунья, Джон Норрис захватил нижнюю часть города, перебив 500 испанцев. Эдвард Норрейс был тяжело ранен при штурме Пуэнто-Дель-Бурго, и его жизнь была спасена только благодаря храбрости старшего брата. Затем Джон Норрейс атаковал Лиссабон, но противник отказался вступить с ним в бой, не оставив ему иного выбора, кроме как вернуться в море. У Норрейса кончились припасы, а его оперативная группа сократилась из-за болезней и смерти, и он отказался от второстепенной цели — нападения на Азорские острова, и экспедиционный корпус отправился обратно в Англию. К началу июля 1589 года (Вингфилд дает дату 5 июля) английская экспедиция вернулась домой, некоторые высадились в Плимуте, некоторые в Портсмуте, а другие в Лондоне , добившись немногого. Эта «Английская Армада», таким образом, была неудачной попыткой отодвинуть поражение Испанской Армады и довести войну до портов Северного побережья Испании и до Лиссабона.
С 1591 по 1594 год Джон Норрейс помогал королю Франции Генриху IV в его борьбе с Католической лигой, сражаясь за протестантское дело в Бретани во главе 3-тысячного английского корпуса. Он взял Генгам и разгромил французскую католическую лигу и их испанских союзников в Шателодрен. Часть его войск перешла к войскам графа Эссекса в Нормандии, и кампания Норрейса оказалась настолько нерешительной, что он уехал в Англию в феврале 1592 года и не возвращался в Бретань до сентября 1594 года. Он захватил город Морле после того, как перехитрил герцога Меркура и Хуана дель Агила. Впоследствии он был частью сил, которые осаждали и жестоко атаковали и захватили форт Крозон под Брестом, защищаемый 400 испанцами, а также прибытие испанской помощи под командованием Хуаны дель Агилы. Это был его самый заметный военный успех, несмотря на тяжелые потери и тяжелые ранения. Его младший брат Максимилиан был убит во время службы под его началом в этом году. Поссорившись со своими французскими союзниками, Джон Норрис вернулся из Бреста в конце 1594 года.

## Возвращение в Ольстер
Джон Норрейс был избран военным командующим при новом лорде-наместнике Ирландии, сэре Уильяме Расселе в апреле 1595 года. Уильям Рассел был губернатором Флашинга, но эти двое были в плохих отношениях. Сэр Роберт Деверё, 2-й граф Эссекс, хотел, чтобы его люди стали подчиненными Рассела, но Джон Норрейс отверг это предложение и получил специальный патент, который сделал его независимым от власти английского лорда-наместника. Ожидалось, что страх перед репутацией, которую он приобрел в борьбе с испанцами, будет достаточно, чтобы ирландское восстание потерпело крах.
Джон Норрейс прибыл в Уотерфорд в мае 1595 года, но при высадке был поражен малярией. В июне он выступил из Дублина с 2900 солдатами и артиллерией, а лорд-наместник Уильям Рассел следовал за ним через Дандолк. Норрейс устроил свою штаб-квартиру в Ньюри и укрепил собор в Арме. Узнав о нахождении английской артиллерии в Ньюри, Хью О’Нил, 3-й граф Тирон, объявленный предателем, покинул свою крепость — замок Данганнон и выступил в поход против англичан. Норрис разбил лагерь вдоль реки Блэкуотер, в то время как О’Нил контролировал противоположный берег. Был подготовлен брод, но английские войска не смогли переправиться, так как это было бы совершенно бесполезно.
В то время как Уильям Рассел оставался с войсками, Джон Норрейс отказался взять на себя полную ответственность за армию, поэтому Рассел в июле 1595 года вернулся в Дублин, оставив своего командира свободным путем для действий в Ольстере. Но у Джона Норрейса также были неудачи: невозможно было усмирить провинцию доступными средствами, и он обвинил Рассела в том, что он обманул его и скрыл от лондонского правительства проблемы армии. Он сообщил об этом секретарю королевы сэру Уильяму Сесилу, что мятежники намного превосходили по численности, вооружению и вооружению тех, с кем ранее сталкивались, и что англичане нуждались в соответствующем подкреплении.
Ситуация ухудшалась так быстро, что Норрейс решил не рисковать переправой через Мойри между Ньюри и Дандолком, предпочитая перевозить войска морем. Но Уильям Рассел решил тем же летом без труда отправиться к реке Блэкуотер, что нанесло серьезный удар по репутации Норрейса. Из Англии было отправлено больше войск, и было приказано, чтобы каждая рота включала 20 ирландцев, хотя было известно, что это рискованное решение.
О’Нил передал Норрейсу письмо о покорности, но оно было отклонено по мнению Дублинского совета из-за требований ирландца признать его власть на его наследственных территориях. Норрейс решил зимовать в Арме, получив ранение во время нападения повстанцев на Маркетил.
С одобрения английского правительства, и опасаясь испанской и папской интервенции, перемирие с повстанцами было согласовано до 1 января 1596 года. Позднее перемирие было продлено до мая. В следующем году Норрейс согласился на новое перемирие в Дандолке, раскритикованное Расселом, поскольку оно позволило выиграть О’Нилу время для возможной иностранной интервенции. Для Рассела Норрис поддерживал слишком теплые отношения с О’Нилом, и деликатность, проявленная с покоренными, оказалась совершенно неуместной. В мае О’Нил сообщил Норрису об переписке с испанским эмиссаром и заверил его, что отказался от помощи, предложенной королем Испании Филиппом II.
В июне 1596 года Джон Норрейс был вынужден выступить в Коннахт вместе с сэром Джеффри Фентоном, чтобы вести переговоры с местными лордами. Он осудил действия президента провинции Ричарда Бингема, который подтолкнул ирландских дворян к восстанию, хотя и признал влияние союзника О’Нила Хью О’Доннелла на события, особенно после захвата мятежниками замка Слайго. Ричард Бингем был отстранен и отправлен в Дублин, откуда он отправился в Лондон на суд. Однако Норрейсу не удалось усмирить провинцию, и, несмотря на формальное подчинение ирландской знати, военные действия возобновились, как только он вернулся в Ньюри в декабре.
К этому времени Норрейс был уже сыт по горло ситуацией и пытался обрести другую судьбу, ссылаясь на проблемы со здоровьем и тяжесть своего положения. Как всегда, Уильям Рассел отреагировал критикой Норриса, что еще больше дестабилизировало ирландское правительство.
Наконец, в конце 1596 года было решено, что и Норрейс, и Рассел покинут Ольстер. Джон Норрейс вернулся в Манстер, а Рассел — в Англию. Не зная, какова будет его судьба, Норрейс остался в Ньюри, ведя переговоры с графом Тироном, в то время как Уильям Рассел был заменен в мае 1597 года новым лордом-наместником, сэром Уильямом Бургом. Уильям Бург уже имел свои проблемы с Норрейсом в Нидерландах и был человеком Эссекса, что не понравилось Норрейсу, который считал назначение новым несчастьем для него.

## Смерть
Норрейс вернулся в Манстер, чтобы занять пост президента, но его здоровье было хрупким, и вскоре он попросил разрешения отказаться от своих обязанностей. Он жаловался, что «потерял на службе у Ее Величества больше крови, чем все, кого он знал». В доме своего брата в Маллоу он заболел гангреной из-за плохого лечения старых ран, а также страдал от постоянной меланхолии из-за пренебрежения короной его 26-летней службы. 3 сентября 1597 года он поднялся в свою комнату, где умер на руках у своего брата Томаса.
Считалось, что причиной его смерти стало плохое сердце. Тело Норриса было забальзамировано, и королева послала письмо с соболезнованиями его родителям, которые уже потеряли нескольких своих сыновей на ирландской службе. Он был похоронен в церкви Йттендон, графство Беркшир. Памятник Джону Норрейсу находится в Вестминстерском аббатстве.

## Наследие
В 1600 году, во время Девятилетней войны, сэр Чарльз Блаунт, лорд Маунтджой, английский командующий, который в конце концов победил графа Тирона, построил форт с двойным рвом между Ньюри и Армой, который он назвал Маунтноррис в честь Норриса. Он был построен на круглом земляном валу, который, как полагают, был построен датчанами на месте, которое Норрис когда-то рассматривал в ходе своей северной кампании.
Маунтджой называл Джона Норрейса своим военным наставником и отмечал его прежнее понимание того, что Ирландию можно привести к повиновению только силой и большими постоянными гарнизонами. Но поведение Норрейса в начале Девятилетней войны говорит о том, что он смягчился в зрелом возрасте. По иронии судьбы, агрессивный граф Эссекс — столь же злополучный герой народа — также пришел к компромиссу с графом Тироном, и это была первоначальная идея Норрейса, которая в конечном итоге преуспела под командованием Маунтджоя.
Самым значительным наследием долгой военной карьеры Норрейса была его поддержка восстания в Нидерландах против Габсбургов, а затем помощь французам в удержании Бретани против Католической лиги и Габсбургской Испании.
Джон Норрейс никогда не был женат, и у него не было детей.